# BMW FB02
La BMW FB02 è una vettura da competizione a ruote scoperte sviluppata dalla BMW nel 1998.

## Sviluppo
Il mezzo è stato costruito per essere impiegato nella Formula BMW, una formula minore monomarca pari alla Formula Ford il cui scopo è di formare i nuovi piloti provenienti dalle competizioni kart e di traghettarli verso le formule maggiori.

## Tecnica
Il telaio della vettura era in configurazione monoscocca realizzato dalla Mygale in fibra di carbonio e kevlar. Tutte le ruote sono dotate di agganci supplementari alla vettura per evitarne il distacco in caso di incidente e preservare così la sicurezza dei piloti e degli spettatori. Il propulsore installato era un BMW 4 cilindri 1.2 da 140 cv di potenza che permetteva alla vettura di accelerare in da 0 a 100 km/h in quattro secondi, con velocità massima di 230 km/h. Tale motore veniva gestito da un cambio manuale Hewland a sei marce più retromarcia.